# Альберони, Хулио
Ху́лио (Джу́лио) Альберо́ни (исп. Giulio Alberoni; 31 мая 1664, Фьоренцуола-д’Арда — 26 июня 1752, Пьяченца) — испанский кардинал и государственный министр при короле Филиппе V. Епископ Малаги с 6 декабря 1717 по 19 ноября 1725. Кардинал-дьякон с 12 июля 1717, с титулярной диаконией Сант-Адриано-аль-Форо с 12 июня 1724 по 20 сентября 1728. Кардинал-священник с титулом церкви Сан-Кризогоно с 20 сентября 1728 по 29 августа 1740. Кардинал-священник с титулом церкви Сан-Лоренцо-ин-Лучина с 29 августа 1740 по 26 июня 1752. Кардинал-протопресвитер с 29 августа 1740 по 26 июня 1752.

## Биография
Хулио Альберони родился 31 мая 1664 года во Фиоренцуоле, вблизи Пьяченцы в семье винодела.
Первоначально он был церковнослужителем при соборе в Пьяченце, затем, снискав себе расположение равеннского вице-легата Барни, приобрел возможность поступить в духовное звание.
Впоследствии он сделался известен герцогу Вандомскому, командовавшему французскими войсками в Италии. В 1706 году Альберони последовал за ним во Францию, а в 1711 году в качестве секретаря в Испанию, ко двору Филиппа V.
Здесь он познакомился с влиятельною княгиней Орсини, надеявшеюся воспользоваться этим умным и ловким человеком для своих замыслов. При помощи её влияния Альберони сделался управляющим делами герцога Пармского и был в этой должности посредником при заключении Филиппом V второго брака с Изабеллою Фарнезе, последнею в роде и наследницею Пармы. Но брак этот, сделавшись причиною умаления сильного значения строптивой княгини, выдвинул на высшую ступень в государстве Альберони, который в качестве королевского свата сам привёз принцессу из Италии в Испанию.
Уже в 1714 году он руководил делами. 12 июля 1717 года Папа римский Климент XI назначил его кардиналом-дьяконом с титулярной диаконией Сант-Адриано-аль-Форо.
Его спокойное и просвещенное правление дало Испании новую жизнь, но внешняя его политика, несколько походившая на искательство приключений, привела в движение все европейские кабинеты и повела государство к новым жертвам и смутам.
Главною задачею его или, вернее, королевской четы, которой он должен был служить, было — восстановить подорванное Утрехтским миром европейское могущество Испании. Главным образом Альберони надеялся получить итальянские провинции, доставшиеся Австрии, так как это государство казалось с декабря 1714 года вполне поглощенным отражением турецких нападений; но его враждебные намерения касались и других государств, заинтересованных в неприкосновенности Утрехтского договора: Англии, Голландии и Франции, где при регентстве Филиппа Орлеанского стала господствовать система, совершенно противоположная идеям Людовика XIV, за которые в качестве его внука вступался Филипп V.
Хулио Альберони вступил в близкие сношения с графом Герц, тогдашним руководителем шведской политики; их план был следующим: заключить мир между Швецией и Россией, направить силы Швеции против Англии, поддерживать вторжение в Шотландию претендента Якова II и доставить власть такой же партии во Франции. Это привело (летом 1716) к образованию четверного союза государств, вообще враждебных друг другу, но сходившихся в общем желании сохранить Утрехтский мирный договор.

### Война за французское наследство
Предпринятое Альберони летом 1717 года нападение на Италию сначала обещало успех. Сардиния была занята, другой флот завладел в 1718 году Палермо и Мессиной. Но тут наступил поворот: шведские корабли, долженствовавшие везти Карла XII в Англию, уничтожены ещё перед достижением Штральзунда, сам король убит под Фридрихсгаллем, шотландское восстание не удалось, наконец, испанский флот почти уничтожен 10 августа 1718 года английским адмиралом Джоржем Бингом в сражении у сицилийской возвышенности Пассаро. Австрия освободила свою армию и флот, заключив с Турциею мир в Пасаровице; предназначенный для Шотландии испанский флот сделался у мыса Финистерре жертвою бурь, между тем как англичане опустошали берега Галисии. Кроме того, французское войско вступило в 1719 года в саму Испанию. Когда, таким образом, почти вся Европа была призвана к оружию для борьбы против Испании, Филипп V и Елизавета согласились наконец удалить своего министра, что было требуемо союзниками как первое условие мира.

### Отставка
5 декабря 1719 года Альберони получил приказание оставить Испанию. Климент XI воспретил ему пребывание в Папской области, куда он хотел отправиться. Целый год скрывался он в Апеннинах, затем, написав блистательное оправдание своей политики, после смерти Климента XI занял своё место в Конклаве и содействовал выбору Иннокентия XIII, который был к нему с того времени постоянно благосклонен и только для вида сослал его на короткое время на жительство в монастырь.
При Бенедикте XIII (1724) Альберони попал опять в немилость и удалился из итальянской столицы в своё поместье Кастель-Романо. 
Кардинал-священник c титулом церкви Сан-Кризогоно c 20 сентября 1728 по 29 августа 1740.
Климент XII назначил его в 1734 году легатом в Равенне. В этой должности он пытался безуспешно присоединить республику Сан-Марино к церковной области; папа сам отменил всё им сделанное.
Кардинал-священник c титулом церкви Сан-Лоренцо-ин-Лучина с 29 августа 1740 по 26 июня 1752.
Последнее время Хулио Альберони прожил в Пьяченце, где и скончался 26 июня 1752 года.